# Zanigrad
Zanigrad je  naselje v Slovenski Istri, ki upravno spada pod Mestno občino Koper. 

## Lega
Zanigrad je razloženo naselje brez stalnih prebivalcev, ki leži na kraškem robu nad povirjem Rižane, ob železniški progi Divača - Koper. Severozahodno od večinoma opuščenega naselja ležijo razvaline gradu, na apnenčnem pomolu pa stoji znana poznoromanska podružnična cerkev sv. Štefana in Marije.

## Umetnostni spomeniki
Podružnična cerkev sv. Štefana in Marije je bila v tradiciji istrske romanike postavljena najpozneje okoli leta 1400. Stavba je v tlorisu nenavadno dolg pravokotnik, v katerega je vrisana ožja banjasto obokana oltarna niša. Okoli leta 1520 so ob severozahodnem oglu prizidali zvonik (na portalu je letnica 1521), kasneje pa so povišali še ladjo. Zgradba je zidana iz grobo obdelanih kamnitih kvadrov, zunaj neometana in krita z dvokapno streho iz kamnitih plošč. Notranjost je poslikana s freskami z začetka 15. stoletja (verjetno delo furlansko-istrske delavnice iz okoli leta 1400-1410) Pozornost vzbuja prikaz Sv. Nedelje, kjer je žena cerkev (personifikacija nedelje) nadomestila Kristusa trpina. Poleg tega so v cerkvi narisani prizori iz Pasijona, Poklona Treh kraljev in Zadnje sodbe. V ladji so odkrili ostanke poslikanega lesenega stropa (okoli 1510-1530). V župnišču pa hranijo usnjen antependij z upodobitvijo Poklona kraljev iz 1. polovice 17. stol.

## Izvor krajevnega imena
Ime kraja verjetno izhaja iz Zanigrad, v pomenu Zadnji grad, ki je bil zadnji in najvišji v vrsti gradov nad dolino reke Rižane. Grad je danes ohranjen le v razvalinah.